# Rafael Bush

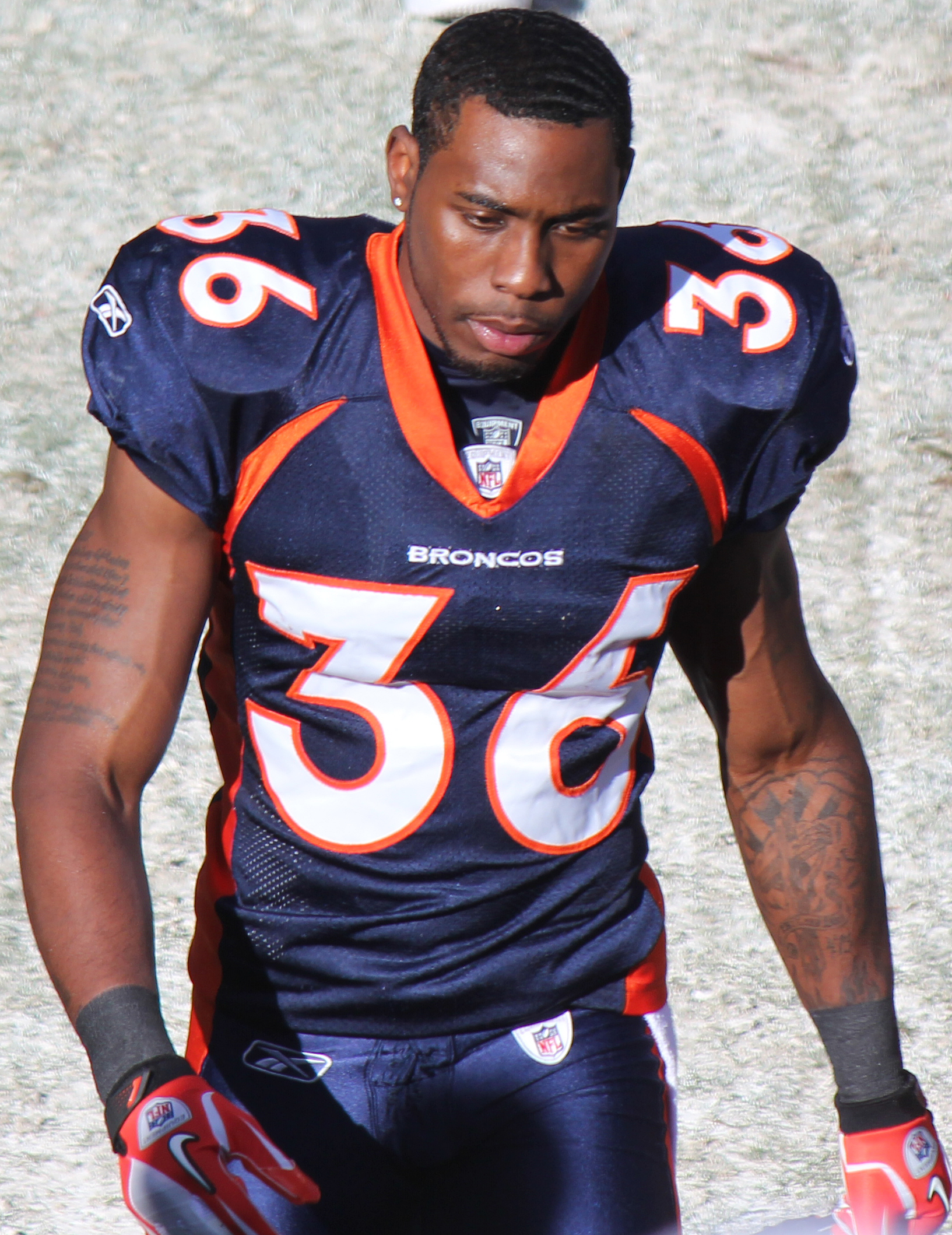
Rafael Bush

Rafael Bush, född 12 maj 1987 i Williston, South Carolina, är en amerikansk fotbollsspelare. Hans position är safety i fotbollslaget New Orleans Saints.
Bush draftades aldrig men skrev 2010 kontrakt med Atlanta Falcons där han inte fick speltid. År 2011 såldes han till Denver Broncos och 2012 vidare till New Orleans Saints. Saints gav honom samma nummer, 25, som Reggie Bush hade haft.